# UCI Oceania Tour 2024
El UCI Oceania Tour 2024 es la vigésima edición del calendario ciclístico internacional de Oceanía. Se inicia el 10 de enero de 2024 en Nueva Zelanda, con la New Zealand Cycle Classic y finalizará el 25 de enero de 2024 con el Surf Coast Classic en Australia. En principio, se disputarían 3 competencias, otorgando puntos a los primeros clasificados de las etapas y a la clasificación final, aunque el calendario puede sufrir modificaciones a lo largo de la temporada con la inclusión de nuevas carreras o exclusión de otras.

## Equipos
Los equipos que pueden participar en las diferentes carreras depende de la categoría de las mismas. Los equipos UCI WorldTeam y UCI ProTeam, tienen cupo limitado para competir de acuerdo al año correspondiente establecido por la UCI, los equipos Equipos Continentales y selecciones nacionales no tienen restricciones de participación:
| Categoría      | Categoría                       | Equipos                                                                                    |
| -------------- | ------------------------------- | ------------------------------------------------------------------------------------------ |
| .1             | 1.1 (Carrera de un día)         | * UCI WorldTeam (max 50%) * UCI ProTeam * Continentales * Selecciones nacionales           |
| .1             | 2.1 (Carrera de varios días)    | * UCI WorldTeam (max 50%) * UCI ProTeam * Continentales * Selecciones nacionales           |
| .2             | 1.2 (Carrera de un día)         | * UCI ProTeam * Continentales * Selecciones nacionales * Selecciones regionales * Amateurs |
| .2             | 2.2 (Carrera de varios días)    | * UCI ProTeam * Continentales * Selecciones nacionales * Selecciones regionales * Amateurs |
| .Ncup (sub-23) | 1.Ncup (Carrera de un día)      | * Selecciones nacionales * Selecciones mixtas                                              |
| .Ncup (sub-23) | 2.Ncup (Carrera de varios días) | * Selecciones nacionales * Selecciones mixtas                                              |

## Calendario
Las siguientes son las carreras que componen el calendario UCI Oceania Tour para la temporada 2024 aprobado por la UCI.
| UCI Oceanía Tour 2024 | UCI Oceanía Tour 2024 | UCI Oceanía Tour 2024     | UCI Oceanía Tour 2024 | UCI Oceanía Tour 2024 |
| Fecha                 | País                  | Carrera                   | Ganador               |                       |
| --------------------- | --------------------- | ------------------------- | --------------------- | --------------------- |
| 10 – 14 de enero      | Nueva Zelanda         | New Zealand Cycle Classic | Aaron Gate            |                       |
| 20 de ene             | Nueva Zelanda         | Gravel and Tar            | Josh Burnett          |                       |
| 25 de ene             | Australia             | Surf Coast Classic        | Biniam Girmay         |                       |

## Clasificaciones parciales
- Nota:  Las clasificaciones parciales hasta el momento son:[4]

### Individual
| Posición | Corredor     | Equipo | Puntos |
| -------- | ------------ | ------ | ------ |
| 1.º      | Bandera de ? |        |        |
| 2.º      | Bandera de ? |        |        |
| 3.º      | Bandera de ? |        |        |
| 4.º      | Bandera de ? |        |        |
| 5.º      | Bandera de ? |        |        |
| 6.º      | Bandera de ? |        |        |
| 7.º      | Bandera de ? |        |        |
| 8.º      | Bandera de ? |        |        |
| 9.º      | Bandera de ? |        |        |
| 10.º     | Bandera de ? |        |        |

| Posiciones 11º al 20º | Posiciones 11º al 20º | Posiciones 11º al 20º | Posiciones 11º al 20º |
| --------------------- | --------------------- | --------------------- | --------------------- |
| 11.º                  | Bandera de ?          |                       |                       |
| 12.º                  | Bandera de ?          |                       |                       |
| 13.º                  | Bandera de ?          |                       |                       |
| 14.º                  | Bandera de ?          |                       |                       |
| 15.º                  | Bandera de ?          |                       |                       |
| 16.º                  | Bandera de ?          |                       |                       |
| 17.º                  | Bandera de ?          |                       |                       |
| 18.º                  | Bandera de ?          |                       |                       |
| 19.º                  | Bandera de ?          |                       |                       |
| 20.º                  | Bandera de ?          |                       |                       |

### Equipos
| Posición | Equipo       | Puntos |
| -------- | ------------ | ------ |
| 1.º      | Bandera de ? |        |
| 2.º      | Bandera de ? |        |
| 3.º      | Bandera de ? |        |
| 4.º      | Bandera de ? |        |
| 5.º      | Bandera de ? |        |

### Países
| Posición | País         | Puntos |
| -------- | ------------ | ------ |
| 1.º      | Bandera de ? |        |
| 2.°      | Bandera de ? |        |
| 3.º      | Bandera de ? |        |
| 4.º      | Bandera de ? |        |
| 5.º      | Bandera de ? |        |

### Países sub-23
| Posición | País         | Puntos |
| -------- | ------------ | ------ |
| 1.º      |              |        |
| 2.º      | Bandera de ? |        |
| 3.º      | Bandera de ? |        |
| 4.º      | Bandera de ? |        |
| 5.º      | Bandera de ? |        |

## Evolución de las clasificaciones
| Fecha       | Clasificación individual | Clasificación por equipos | Clasificación por países | Clasificación por países sub-23 |
| ----------- | ------------------------ | ------------------------- | ------------------------ | ------------------------------- |
| 31 de enero |                          |                           |                          |                                 |